# Bahnhof Fuji
Der Bahnhof Fuji (jap. 富士駅, Fuji-eki) ist ein Bahnhof auf der japanischen Insel Honshū, betrieben von der Bahngesellschaft JR Central. Er befindet sich in der Präfektur Shizuoka auf dem Gebiet der Stadt Fuji.

## Verbindungen
Fuji ist ein Trennungsbahnhof an der Tōkaidō-Hauptlinie, einer der bedeutendsten Bahnstrecken Japans. Von dieser zweigt die Minobu-Linie in Richtung Kōfu ab. Beide Linien werden von der Gesellschaft JR Central betrieben, auf ersterer führt JR Freight Güterverkehr durch. Seit der Eröffnung des zwei Kilometer südöstlich gelegenen Bahnhofs Shin-Fuji an der Schnellfahrstrecke Tōkaidō-Shinkansen im Jahr 1988 wurde die Zahl der in Fuji haltenden Schnellzüge deutlich verringert.
Täglich halten sieben Zugpaare des Schnellzugs Fujikawa (ふじかわ), der Kōfu mit Shizuoka verbindet. Hinzu kommen die Nachtzüge Sunrise Izumo (サンライズ出雲) und Sunrise Seto (サンライズ瀬戸). Regionalzüge verkehren auf der Tōkaidō-Hauptlinie, abhängig von Streckenabschnitt und Tageszeit, drei- bis sechsmal pro Stunde zwischen Atami und Shizuoka. Auf der Minobu-Linie fahren Regionalzüge dreimal je Stunde von Fuji nach Nishi-Fujinomiya (viermal je Stunde in der Hauptverkehrszeit) sowie alle ein bis zwei Stunden nach Kōfu.
Der Bahnhof ist ein bedeutender Knotenpunkt des regionalen Busverkehrs. Auf dem nördlichen Bahnhofsvorplatz befindet sich ein Busterminal mit zwei Dutzend Buslinien der Unternehmen Fujikyū Shizuoka und Fuji Community Bus. Fünf weitere Buslinien (u. a. zum Bahnhof Shin-Fuji) und Fernbusse verkehren vom südlichen Bahnhofsvorplatz aus.

## Anlage
Der Bahnhof steht im zentralen Stadtteil Honchō und ist von Osten nach Westen ausgerichtet. Er besitzt zwölf Gleise, von denen sechs dem Personenverkehr dienen. Diese liegen an drei teilweise überdachten Mittelbahnsteigen. Der nördlichste Bahnsteig ist den Zügen der Minobu-Linie vorbehalten, seine Gleise enden im Osten stumpf. Die beiden anderen Bahnsteige werden von Zügen auf der Tōkaidō genutzt. An der Südseite der Anlage erstrecken sich sechs Abstellgleise. Das Empfangsgebäude besitzt die Form eines Reiterbahnhofs, der die zwei nördlichen Bahnsteige überspannt. An beiden Seiten schließen sich breite Fußgängerbrücken an, die auf der Nord- und der Südseite jeweils einen Bahnhofsvorplatz überqueren.
JR Freight betreibt an der Nordseite unmittelbar östlich des Personenbahnhofs einen Containerterminal mit zwei Verlade- und fünf Rangiergleisen. Sie sind nicht elektrifiziert, weshalb Diesellokomotiven eingesetzt werden müssen. Überwiegend werden hier Papierprodukte von Nippon Paper verladen, aber auch  Lebensmittelzusatzstoffe, Tinte, Automobilteile und Industrieabfälle. Etwa ein Kilometer westlich des Personenbahnhofs steht eine weitere Abstellanlage mit neun Gleisen.
Im Jahr 2016 zählte der Bahnhof täglich durchschnittlich 8333 Fahrgäste.

## Bilder

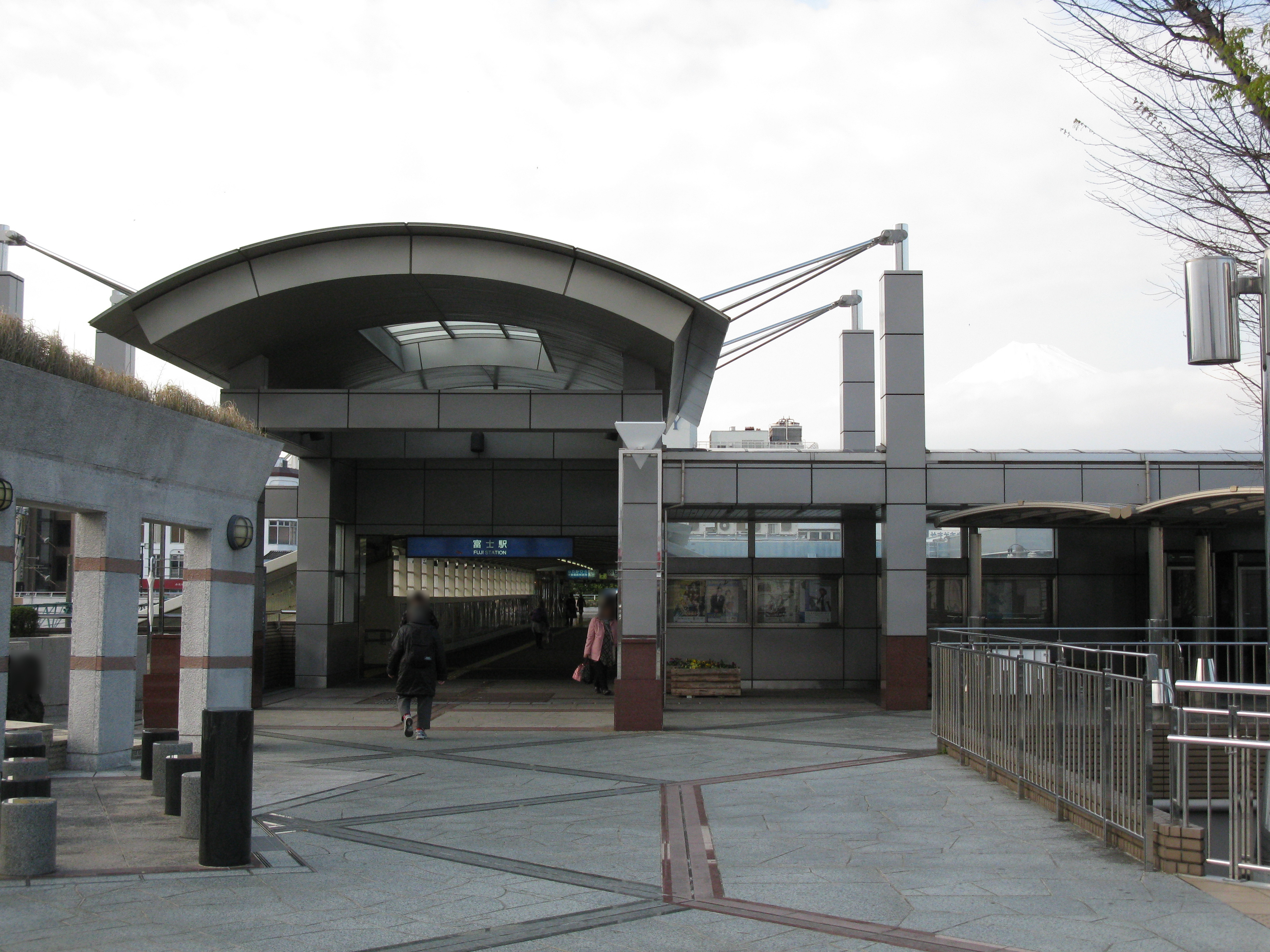
Fußgängerbrücke
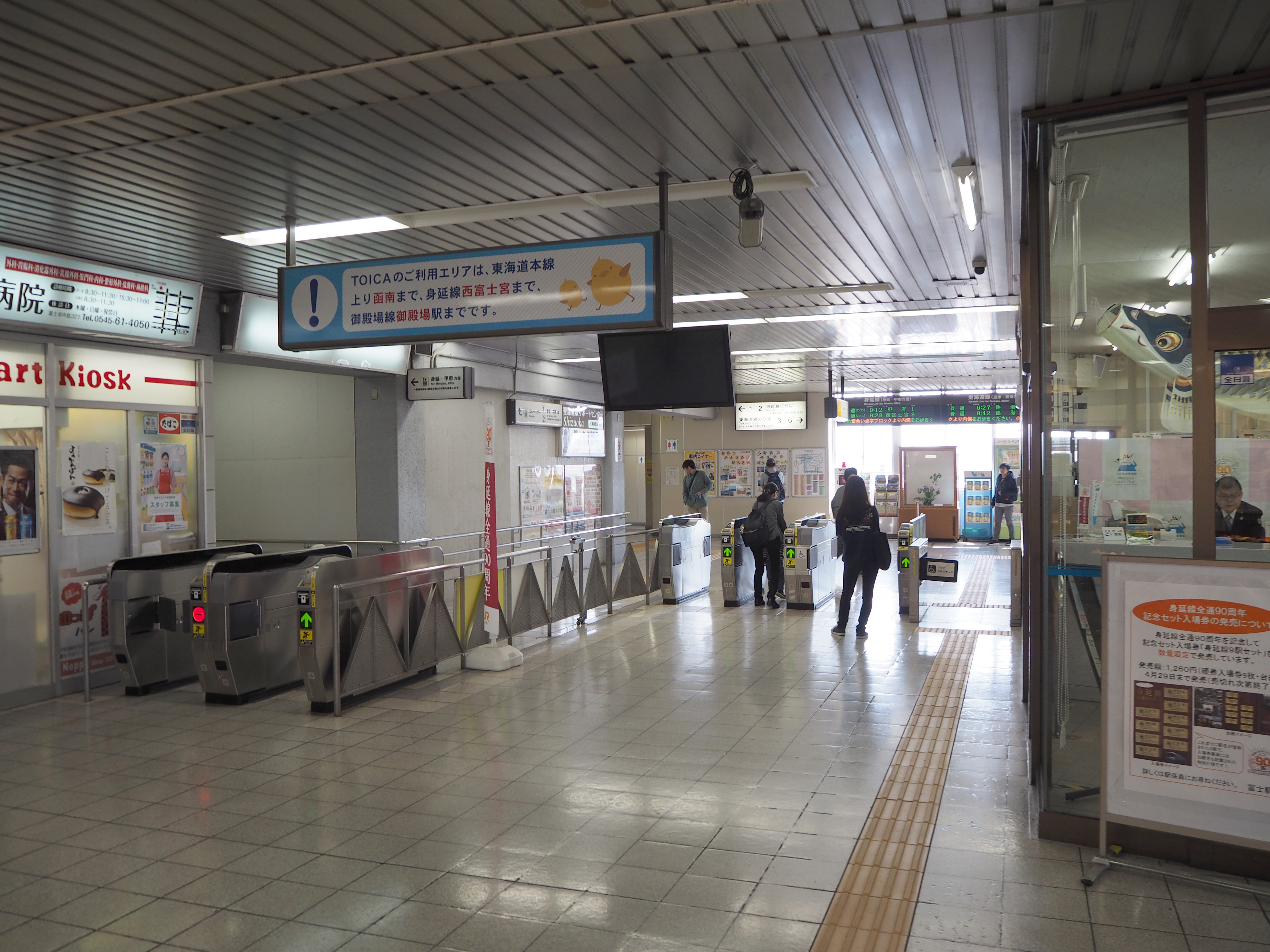
Bahnsteigsperren
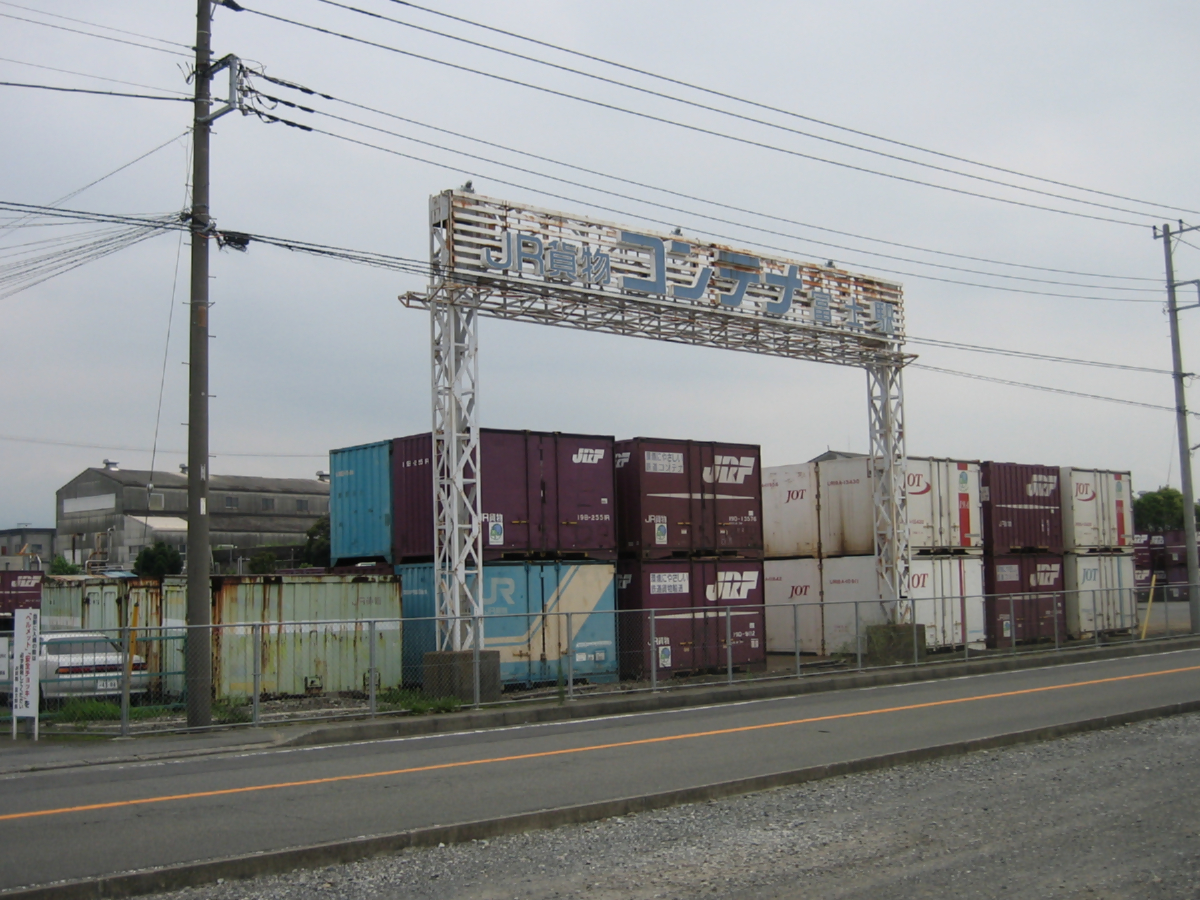
Containerterminal
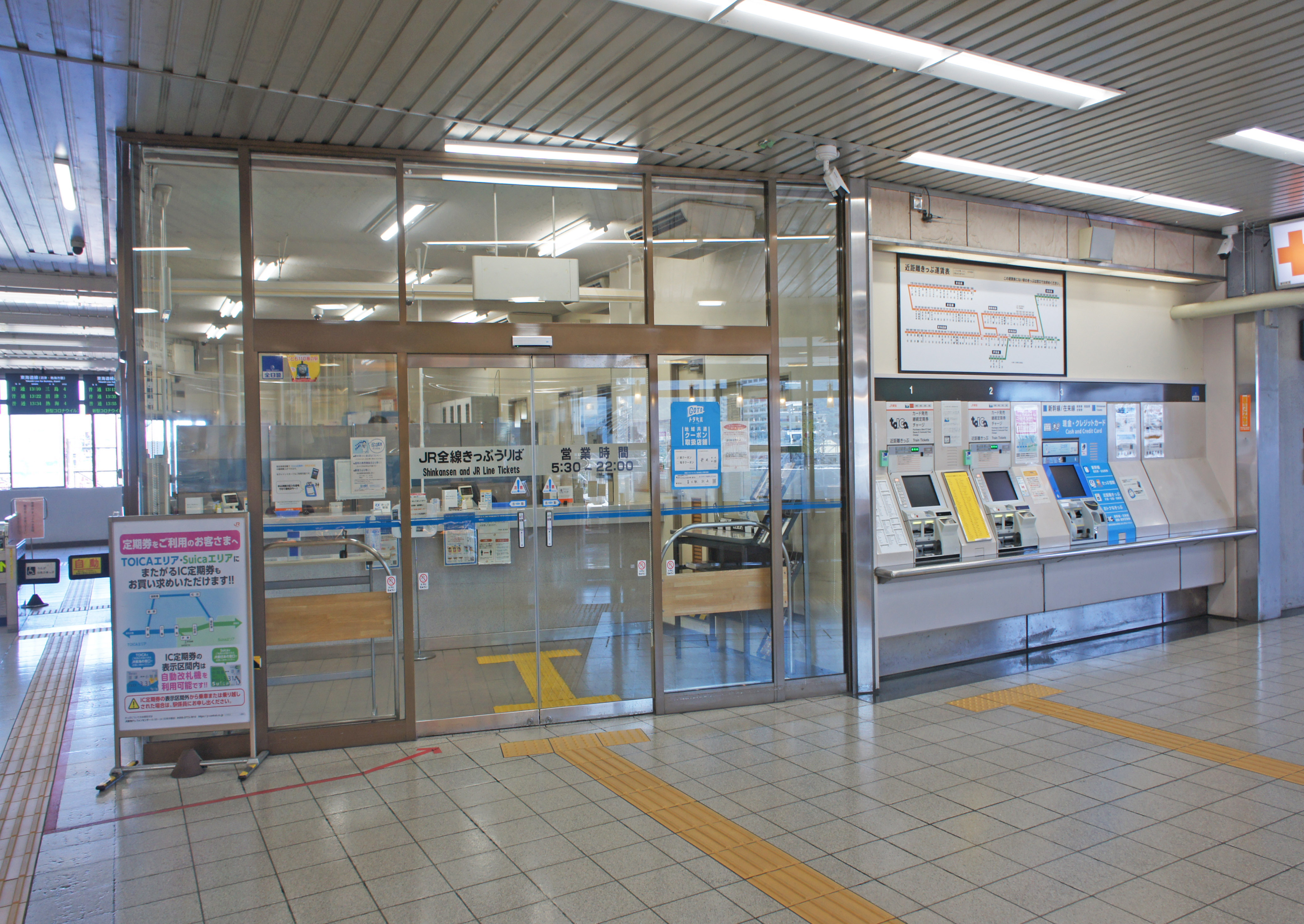
Kasse (Juli 2022)

## Gleise
| 1/2 | ▉ Minobu-Linie       | Fujinomiya • Minobu • Kōfu |
| 3/4 | ▉ Tōkaidō-Hauptlinie | Numazu • Atami             |
| 5/6 | ▉ Tōkaidō-Hauptlinie | Shizuoka • Hamamatsu       |

## Linien
| Verlauf der Tōkaidō-Hauptlinie (Atami–Toyohashi) |
| --- |
| Atami • Kannami • Mishima • Numazu • Katahama • Hara • Higashi-Tagonoura • Yoshiwara • Fuji • Fujikawa • Shin-Kambara • Kambara • Yui • Okitsu • Shimizu • Kusanagi • Higashi-Shizuoka • Shizuoka • Abekawa • Mochimune • Yaizu • Nishi-Yaizu • Fujieda • Rokugō • Shimada • Kanaya • Kikugawa • Kakegawa • Aino • Fukuroi • Iwata • Toyodachō • Tenryūgawa • Hamamatsu • Takatsuka • Maisaka • Bentenjima • Araimachi • Washizu • Shinjohara • Futagawa • Toyohashi |

| Verlauf der Minobu-Linie |
| --- |
| Fuji • Yunoki • Tatebori • Iriyamase • Fujine • Gendōji • Fujinomiya • Nishi-Fujinomiya • Numakubo • Shibakawa • Inako • Tōshima • Ide • Yorihata • Utsubuna • Kai-Ōshima • Minobu • Shionosawa • Hadakajima • Shimobe-onsen • Kai-Tokiwa • Ichinose • Kunado • Kai-Iwama • Ochii • Kajikazawaguchi • Ichikawa-Daimon • Ichikawa-Hommachi • Ashigawa • Kai-Ueno • Higashi-Hanawa • Koikawa • Jōei • Kokubo • Kai-Sumiyoshi • Minami-Kōfu • Zenkōji • Kanentei • Kōfu |

## Geschichte
Bei der Eröffnung des Abschnitts Shizuoka–Kōzu der Tōkaidō-Hauptlinie im Jahr 1889 erhielten sowohl Suzukawa als auch Iwabuchi (heute Yoshiwara und Fujikawa) einen Bahnhof, das dazwischen gelegene Dorf Kashima hingegen nicht. Die Einwohner Kashimas forderten in einer Petition den Bau eines eigenen Bahnhofs. Politische Unterstützung erhielten sie dabei vom einflussreichen Konzern Ōji Seishi, der die Errichtung einer großen Papierfabrik in unmittelbarer Nähe plante. Das staatliche Eisenbahnamt ließ sich überzeugen und eröffnete am 21. April 1909 den Bahnhof Fuji, benannt nach dem nahen Vulkan Fuji. Am 17. April 1910 nahm die Fuji-Pferdebahn (富士馬車鉄道, Fuji Basha Tetsudō) eine Zweigstrecke zum Bahnhof in Betrieb. Die private Bahngesellschaft Fuji Minobu Tetsudō (富士身延鉄道) setzte den Ausbau des Bahnhofs zu einem Verkehrsknotenpunkt fort, eröffnete am 20. Juli 1913 das erste Teilstück der Minobu-Linie nach Fujinomiya und legte gleichzeitig die in der Zwischenzeit übernommene Pferdebahn still.
Der Staat leaste am 1. Oktober 1938 die nach Kōfu verlängerte Minobu-Linie und das Eisenbahnministerium übernahm sie am 1. Mai 1941 ganz. Zehn Jahre später ließ der Papierkonzern Daishōwa Seishi (heute Nippon Paper Group) ein Anschlussgleis zu seinem Werk verlegen, 1964 ersetzte die Japanische Staatsbahn das Empfangsgebäude durch einen Neubau. Im Zuge des Doppelspurausbaus zwischen Fuji und Fujinomiya erhielt die Minobu-Linie eine neue Streckenführung. Ab 28. September 1969 fuhr sie den Bahnhof nicht mehr von Osten an, sondern von Westen. Die alte Trasse wurde zu einer zwei Kilometer langen, parkähnlichen Promenade namens Fuji Green Road umgestaltet. Im August 1971 erfolgte die Eröffnung des Containerterminals.
Aus Kostengründen stellte die Staatsbahn am 1. November 1986 die Gepäckaufgabe ein. Im Rahmen der Staatsbahnprivatisierung ging der Bahnhof am 1. April 1987 in den Besitz der neuen Gesellschaft JR Central über, während JR Freight nun für den Güterverkehr zuständig war. Ende 2009 wurde das in den Bahnhof integrierte Einkaufszentrum ASTY Fuji eröffnet.